# Вільянді (озеро)
Вілья́нді (ест. Viljandi järv) — озеро на околицях міста Вільянді. Площа озера — 158 га, глибина — до 11 м. В озеро впадають струмки, витікає річка Раудна.